# Assedio di Iwamura
L'assedio di Iwamura avvenne nel 1572, nello stesso periodo in cui Takeda Shingen avanzava la sua campagna nel Totomi e si apprestava a combattere la battaglia di Mikatagahara. Akiyama Nobutomo ebbe l'ordine di conquistare di avanzare nella provincia di Mino per tagliare i rifornimenti e le vie di fuga dei Tokugawa.
Per riuscire nella tattica Nobutomo strinse d'assedio il castello di Iwamura. Quando Toyama Kageto, signore del castello di Iwamura, morì improvvisamente di malattia, il morale delle truppe in difesa crollò, e la signora Toyama Otsuya (vedova di Kageto e zia di Oda Nobunaga) negoziò con Nobutomo. Stipularono un trattato, secondo il quale il castello si arrendeva senza spargimenti di sangue e Lady Toyama accettò di sposare Nobutomo, assicurando così la protezione e la salvezza delle truppe a difesa del castello. Oltre al castello, Nobutomo ottenne la custodia di Gobomaru (御坊丸?), il figlio biologico di Oda Nobunaga, figlio adottivo di Kageto, che aveva sette anni. Nobutomo lo mandò nella provincia del Kai in qualità di ostaggio; il ragazzo prenderà più tardi il nome di Oda Katsunaga. Con la stipula del trattato, Nobutomo fece del castello di Iwamura il suo quartier generale con una posizione difensiva in prima linea da cui poteva sostenere l'esercito Takeda.